# Musical Play
Das Musical Play ist eine Gattung des US-amerikanischen Musical Theatre, die vor allem der Textautor Oscar Hammerstein II in den 1920er- bis 1940er-Jahren entwickelt hat: Es präsentiert eine mehrheitlich ernste Handlung mit historischem Hintergrund und lokalen Bezügen. Besonderes Gewicht liegt auf einem in sich geschlossenen Buch, oft nach einer bedeutenden literarischen Vorlage. Kennzeichen des Musical Play ist die dramatische Integration von Handlung, Gesang, Tanz und Musik.

## Voraussetzungen
Die Entstehung des Musical Play hängt eng mit dem Aufkommen des Tonfilms seit etwa 1928 zusammen. Außerdem wandelte sich nach dem Börsenkrach von 1929, dem Schwarzen Freitag, die New Yorker Theaterlandschaft, und die bloß unterhaltsamen Stücke, die keine Problematik behandelten, verloren an Beliebtheit.
Das Broadway-Theater zu Beginn des 20. Jahrhunderts bestand zum erheblichen Teil aus dramaturgisch unzusammenhängenden Revuen. Das American Vaudeville setzte sich aus einer Folge artistischer Nummern zusammen, die moderiert wurden. Musical Comedies, so wie Cole Porters oder George Gershwins frühe Musicals, hatten oft witzige bis sarkastische Musiktexte und eine eher schematische Handlung, die zum losen Motto tendierte wie die Jahresthemen der Ziegfeld Follies. Die Musiknummern waren daraufhin eingerichtet, dass sie sich vom Bühnenstück leicht abtrennen und in andern Medien wie Hörfunk und Schallplatte weiterverwerten ließen. Viele heutige Jazzstandards stammen aus mittlerweile vergessenen Musical Comedys. Dass zum Beispiel der Song „Tea for Two“ ursprünglich aus der Musical Comedy No, No, Nanette (1925) stammt, weiß kaum einer mehr. Das Theaterstück, das die Musiknummern einst verband, wurde erst in neuerer Zeit wiederentdeckt. Ein ähnlicher Fall ist „I Get a Kick Out of You“ aus Anything Goes (1934).

## Charakteristik
Das Musical Play versuchte sich von solchen beliebig wirkenden Zusammenstellungen abzusetzen. Einerseits machte es damit den undramatischen Musical Comedys und andererseits dem Film-Melodram mit seinen romanhaften, in sich abgeschlossenen Handlungen Konkurrenz. Es enthält zwar Musiknummern, die sich von der Handlung des Stücks trennen lassen, wie „Ol’ Man River“ aus Show Boat (1927), „Oh, What A Wonderful Mornin'“ aus Oklahoma! (1943) oder Summertime aus Porgy and Bess (1935), aber viele zentrale Musiknummern sind ohne diese Verbindung kaum verständlich, wie „Pore Jud Is Daid“ aus Oklahoma! oder das Finale „I'm On My Way“ aus Porgy and Bess.
Die Musiknummern im Musical Play sind nicht zusammengewürfelt und im Prinzip austauschbar, sondern haben ein stilistisches Konzept, wiederkehrende Leitmotive und dramaturgisch sinnvolle Wiederholungen. Sie charakterisieren die Figuren und treiben die Handlung voran. Streicherklang in der Musik ist wichtiger als Bigband-Sound. Oscar Hammerstein verzichtete in seinen Musical-Plays auf Jazz-Elemente und versuchte, amerikanische Modernisierungen der Spieloper zu schreiben. Manchmal wird es daher als Fortsetzung der amerikanischen Operette eines Victor Herbert oder Sigmund Romberg verstanden.
Die Figuren im Musical Play sind komplexer angelegt als die komödiantischen Typen der Musical Comedy. Sie sprechen und singen häufig Dialekt oder Soziolekt. Realistisch und schillernd ist etwa der bemitleidenswerte Bösewicht Jud in Oklahoma!. Musical Plays verzichten auf Ironie und haben eher einen pathetischen oder moralisierenden Subtext.
Der Tanz ist kein schmückendes Beiwerk, sondern in die Handlung integriert: entweder als Gesellschaftstanz, der die Lebenswelt der Figuren charakterisiert, oder in Form ganzer Handlungsballette (so die von Agnes de Mille choreografierte Traumvision in Oklahoma!).

## Stücke
Die meisten bekannten Musical Plays verfasste Hammerstein zusammen mit dem Komponisten Richard Rodgers. Aber auch Gershwins spätere Bühnenwerke, vor allem Porgy and Bess, stehen in Zusammenhang mit diesen Reformbestrebungen.
Die prominentesten Musical Plays sind Show Boat, Oklahoma! und South Pacific (1949). Bei ihnen werden markante Momente der US-amerikanischen Geschichte im Rahmen einer musikalisierten Liebesromanze behandelt. Die naive Ernsthaftigkeit dieser Stücke ist Programm und sollte nach Hammersteins Vorstellungen eine Art amerikanische Volksoper charakterisieren. Dies hatte tatsächlich eine identifikatorische und politische Bedeutung: Der Titelsong von Oklahoma! wurde etwa zur Nationalhymne des Bundesstaats Oklahoma.
Weitere Musical Plays enthalten realistische Milieu-Schilderungen wie das in Neuengland spielende Schausteller-Drama Carousel (1945), das ins afroamerikanische Milieu der Südstaaten verlegte Stück Carmen Jones (1943, nach der Oper Carmen) – oder sie haben außeramerikanische ländliche und exotische Sujets wie Thailand in The King and I (1951) oder Salzburg in The Sound of Music (1959).
Auch etwa Fanny (1954) von Harold Rome, ein Rührstück im Hafenmilieu von Marseille, wurde Musical Play genannt. Noch Fiddler on the Roof (1964) von Jerry Bock, dessen Handlung im jüdischen Milieu der Ukraine am Vorabend der Weltkriege spielt, entspricht in etwa den Merkmalen dieser Gattung.

## Nachwirkungen
Die Pathetik des Musical Play schien in den späteren 1950er-Jahren erschöpft. Der Komponist Leonard Bernstein beschritt mit West Side Story (1957) neue Wege, indem er die Auseinandersetzung mit aktueller amerikanischer Geschichte und sozialer Problematik wiederum mit Jazz-Elementen und dem Sarkasmus der Musical Comedy verband (worauf Stephen Sondheim, hier noch ausschließlich als Texter, erheblichen Einfluss hatte). Das Musical Hair (1967) oder die provokative Revue Oh! Calcutta! (1969) sprengten vollends den mittlerweile als bieder empfundenen Handlungsrahmen.
Die Konzeption des Musical Play hatte jedoch weiterhin Einfluss auf das musikalische Broadway-Theater. Mit Evita (1974) versuchten Andrew Lloyd Webber und Tim Rice ein Gefühlsdrama mit linearer Handlung, historischem Hintergrund und exotischem Lokalkolorit mit dem politischen Engagement der 68er-Bewegung zu verbinden. In den durchkomponierten Musicals der 1980er- und 1990er-Jahre zeigten sich neue Varianten ernst gemeinter Musicals mit historischen Themen (z. B. Miss Saigon, 1989).